# Populus fremontii
Populus fremontii is een soort uit de wilgenfamilie. De loofboom komt voor in de zuidwestelijke Verenigde Staten en het noorden van Mexico. De boom groeit hier in de buurt van stromen, rivieren, bronnen en andere goed bewaterde alluviale bodemgebieden op hoogten onder de 2000 m. P. fremontii is vernoemd naar de 19e-eeuwse Amerikaanse ontdekkingsreiziger John Charles Frémont.

## Omschrijving
P. fremontii kan een hoogte bereiken van 12–35 m en heeft een brede kroon. De stam kan een diameter bereiken van 1,5 m. De schors is glad wanneer hij jong is maar diep geketend met witachtige gebarsten op oude bomen.
De 3–7 cm lange bladeren zijn hartvormig met een langwerpige punt, met witte aderen en grove kale tanden langs de zijkanten, kaal tot behaard en vaak gekleurd met melkachtige hars. Verkleuring van het blad naar geel, oranje en (zelden) rood) vindt plaats van oktober tot november.
De bloeiwijze bestaat uit een lang hangend katje, dat bloeit van maart tot april. De zaden zijn geveerd.

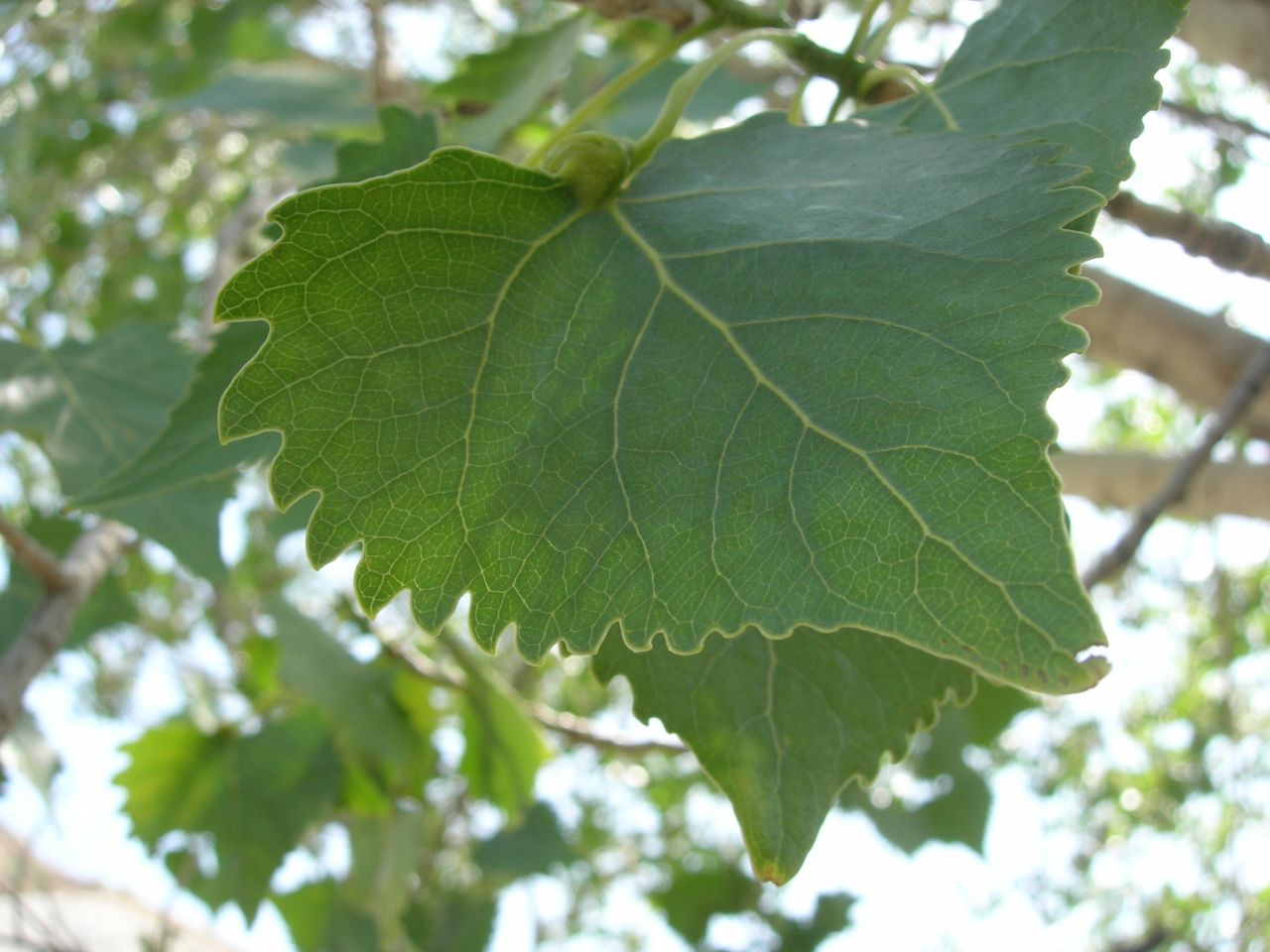
Blad
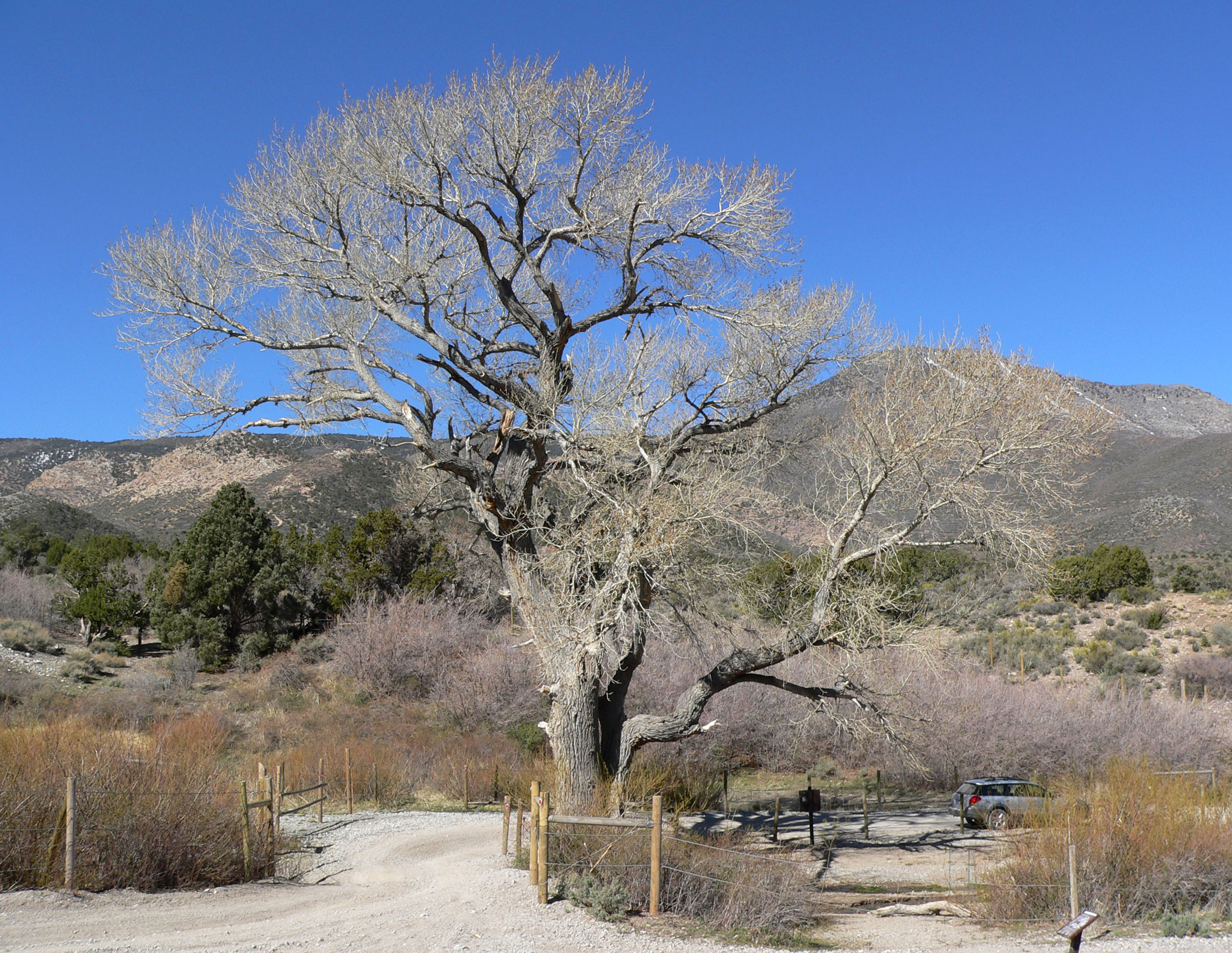
P. fremontii in de Spring mountains in Nevada op een hoogte van circa 1800 m

## Ondersoorten
- P. f. subsp. fremontii,  uit Californië en ten westen van de Continental Divide
- P. f. subsp. metesae, voorkomend op de droge gebieden in Mexico, en op grote schaal elders geplant, in het algemeen ten oosten van de Continental Divide

## Toepassingen
P. fremontii wordt gekweekt als een sierboom en als boom voor natuurlijke oevers. Het wordt gebruikt voor: ecologisch herstel, natuurlijke landschapsprojecten, als windbreker, erosiebestrijder en als schaduwboom voor recreatievoorzieningen, parken en vee. In het verleden werd het ook veel gebruikt voor brandstof- en hekpalen.
Inheemse Amerikanen in het westen van de Verenigde Staten en Mexico gebruikten verschillende delen van P. fremontii als medicijn, voor het maken van manden, gereedschap en voor muziekinstrumenten. De binnenbast bevat vitamine C en werd gekauwd als een antiscorbuticum of als behandeling tegen vitamine C-tekort. De schors en bladeren werden gebruikt om kompressen te maken om ontstekingen te verminderen of om wonden te behandelen.
De Pima-bevolking in het zuiden van Arizona en het noorden van Mexico woonde langs de waterlopen van de Sonorawoestijn en gebruikte takjes van de boom in de fijne en ingewikkelde manden die ze weefden. Het Cahuilla-volk in Zuid-Californië gebruikte het hout van de boom voor het maken van gereedschap, de Pueblovolkeren voor trommels en het Lower Colorado River Quechanvolk in rituele crematies. De Hopi van Noordoost-Arizona snijden de wortel van P. fremontii om kachinapoppen (zie Hopimythologie) te maken.